# Tarragona (província)
Tarragona é uma província da Espanha, localizada no nordeste do país, na Comunidade Autônoma da Catalunha. Seu nome deriva, provavelmente, da antiga província romana da Hispania Citerior Tarraconensis. Sua capital é a cidade de Tarragona. A província tem uma população de 822 309 habitantes, dos quais 17,4 % moram na capital. É composta por 184 municípios, organizados em 10 comarcas. Fica localizada na orla do Mediterrâneo, na área conhecida como Costa Dourada. Possui muitos sítios arqueológicos, principalmente romanos. Os costumes catalães, como de resto em toda a comunidade autônoma, são muito cultivados.